# Dipartimento di Zapala
Zapala è un dipartimento argentino, situato nella parte centrale della provincia di Neuquén, con capoluogo Zapala.
Esso confina, da nord ad ovest in senso orario, con i dipartimenti di Añelo, Confluencia, Picún Leufú, Catán Lil e Picunches.
Secondo il censimento del 2001, su un territorio di 5.200 km², la popolazione ammontava a 35.806 abitanti, con un aumento demografico del 14,88% rispetto al censimento del 1991.
Il dipartimento, nel 2001, è suddiviso in:
- 1 comune di prima categoria: Zapala
- 1 comune di seconda categoria: Mariano Moreno
- 4 comisiones de fomento: Villa del Puente Picún Leufú, Covunco Abajo, Los Catutos, Ramón M. Castro